# Guma karaya

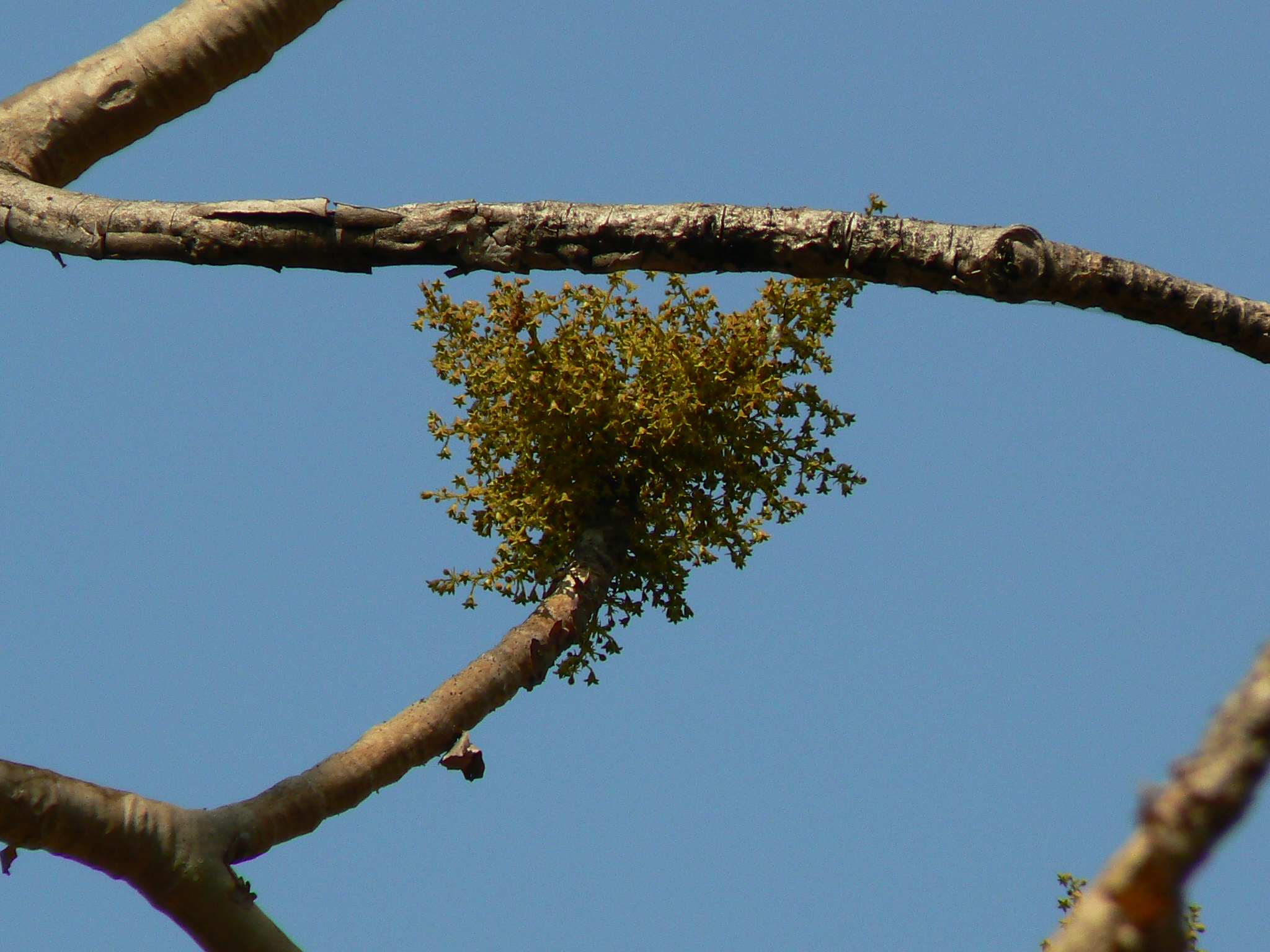
Drzewo Sterculia urens z którego powstaje guma karaya

Guma karaya (Indyjska tragakanta, Karaya; E416) – wydzielina otrzymywana ze zranionych lub nadpalonych pni drzewa Sterculia urens i innych gatunków z rodzaju zatwar Sterculia z rodziny ślazowatych rosnących w Afryce i Indiach. Guma nierozdrobniona przedstawia szarobiałe, czasem brunatnawe kawałki o wyraźnym zapachu kwasu octowego.

## Skład i właściwości
Głównym składnikiem surowca jest silnie rozgałęziony polisacharyd o masie cząsteczkowej 9500000, którego głównymi składnikami są: kwas galakturonowy (43%), D–galaktoza (14%) oraz L–ramnoza (15%). Dość dobrze rozpuszcza się w wodzie. Silnie pęczniejąc tworzy kleiste roztwory (10% roztwór jest już kleistą masą).

## Zastosowanie[1][2]
Karaya wchodzi w skład preparatów przeczyszczających oraz jest głównym składnikiem klejów do protez zębowych. Dodawana jest też do past do zębów w celu likwidacji i zapobiegania osadzaniu się kamienia nazębnego. Może być składnikiem preparatów zmniejszających łaknienie. Służy w technologii postaci leku jako środek zagęszczający, stabilizujący. Ponadto guma karaya jest używana w kosmetyce, wchodząc w skład lakierów do włosów.
Indyjska tragakanta jest wyszczególniona w polskim urzędowym spisie dozwolonych substancji dodatkowych stosowanych w żywności jako E416.